# Dorset

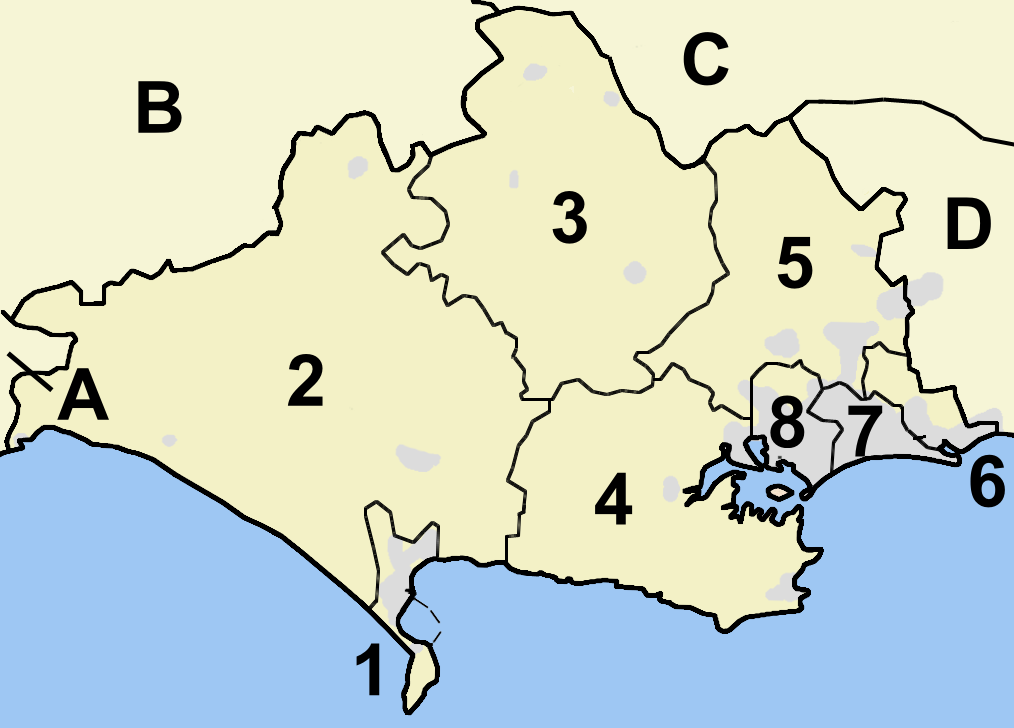
Municipios del condado:
1. Weymouth and Portland
2. West Dorset
3. North Dorset
4. Purbeck
5. East Dorset
6. Christchurch
7. Bournemouth (Unitario)
8. Poole (Unitario)

Dorset /ˈdʲɔːsɪtʲ/ (antiguamente Dorsetshire) es uno de los cuarenta y siete condados de Inglaterra, Reino Unido, con capital en Dorchester. Ubicado en la región Sudoeste, limita al norte con Somerset y Wiltshire, al este con Hampshire, al sur con el canal de la Mancha y al oeste con Devon. Es de origen histórico. En sus zonas más amplias, mide 80 km de este a oeste y 64 km de norte a sur; y tiene un área de 2653 km². Alrededor de la mitad de su población habita en la conurbación del sureste. El resto del condado es principalmente rural y presenta una densidad poblacional baja. Su lema es Who's Afear'd.
Dorset es famoso por la Costa Jurásica, declarada Patrimonio de la Humanidad, la cual incluye destacados accidentes geográficos como Lulworth Cove, la Isla de Pórtland, Chesil Beach y Durdle Door. Sobre la misma se hallan también los destinos turísticos de Bournemouth, Poole, Weymouth, Swanage y Lyme Regis. El condado es el escenario principal de las novelas del escritor Thomas Hardy, quien nació cerca de Dorchester. Ha estado habitado desde tiempos antiquísimos y cuenta con numerosos yacimientos arqueológicos, incluidos los castros de Hod Hill y del Castillo Maiden.
El condado ceremonial de Dorset representa el 2,03 % del área de Inglaterra y se ubica, con sus 2653 km², en el puesto número 20 en cuanto a superficie entre los 48 condados ceremoniales ingleses. El condado no metropolitano homónimo, de 2542 km², se encuentra en el número 21 en términos de área entre los 34 condados no metropolitanos de dicho país constituyente.

## Historia

Mapa de distribución de los pueblos celtas del sudoeste de Inglaterra. El territorio de los durotriges aparece en anaranjado.

La primera mención del nombre del condado de la que se tiene noticia data del año 940 d. C. como Dorseteschire, que significa “habitantes (saete) de Dorchester (Dornuuarana)”.
Los primeros habitantes de Dorset de los que se sabe eran cazadores mesolíticos de alrededor del año 8000 a. C. Sus poblaciones eran reducidas y se concentraban a lo largo de la costa de la isla de Purbeck, Weymouth y Chesil Beach y en el valle del río Stour. Utilizaban herramientas y fuego para limpiar áreas en las que existían bosques de robles. Las altas colinas de tiza fueron de gran utilidad para los asentamientos defensivos durante milenios: existen túmulos del neolítico y de la edad de bronce en casi todas las colinas del condado y un número importante de castros de la edad de hierro, siendo el castillo Maiden el más famoso de ellos. Las formaciones de tiza habrían sido deforestadas en esta última época para crear espacios en los que se pudiera practicar la agricultura y la ganadería.

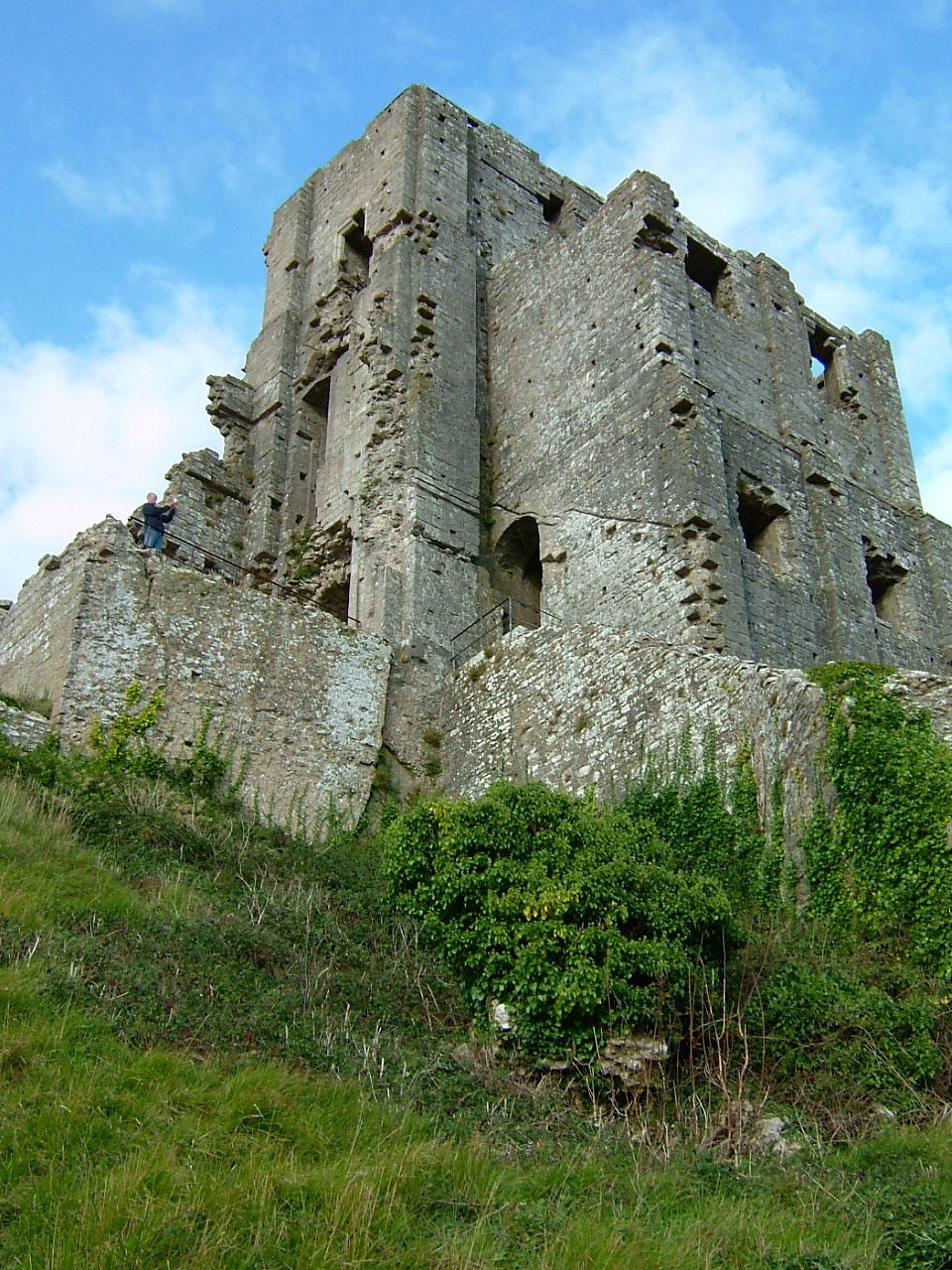
Vista del castillo de Corfe desde abajo.

Se han hallado artefactos romanos notables, particularmente en los alrededores de la villa romana de Dorchester, en donde el Castillo Maiden, perteneciente a una tribu celta conocida como durotriges, fue capturado por la segunda y la octava legión bajo el mando del futuro emperador Vespasiano en el año 43 d. C., a comienzos de la invasión de Britania. Los caminos partían de Dorchester y, extendiéndose a lo largo de las cimas de las colinas de tiza, se dirigían a muchas villas pequeñas en el condado. En la época romana, los asentamientos dejaron de ubicarse en las cimas de las colinas para ser trasladados a los valles; para el siglo IV, las cimas habían sido abandonadas. Una gran fosa defensiva, Bokerley Dyke, retrasó la conquista sajona de Dorset por hasta doscientos años. El Domesday Book documenta muchos pueblos sajones que se corresponden con localidades modernas ubicadas principalmente en los valles. Ha habido pocos cambios en las parroquias desde que se escribió ese registro censal. Durante los siglos siguientes, los pobladores establecieron un patrón de tierras que prevaleció hasta el siglo XIX, así como también monasterios, que adquirieron enormes áreas de tierra y constituían centros de poder.
En la guerra civil del siglo XII, Dorset fue fortificado con la construcción de castillos defensivos en castillo de Corfe, Powerstock, Wareham y Shaftesbury, y modificaciones en los monasterios, como por ejemplo en el de Abbotsbury. Durante la guerra civil inglesa, el condado tenía una importante cantidad de fortalezas realistas, como el castillo de Sherborne y el castillo de Corfe, que fueron dejados en ruinas por las fuerzas parlamentaristas. En aquellos años, la monarquía y la nobleza solían utilizar las tierras del condado para la caza y aún existe allí un número significativo de deer parks. A finales de la Edad Media, los asentamientos que todavía quedaban en la cima de las colinas se redujeron hasta finalmente desaparecer. Entre las épocas Tudor y georgiana, las granjas se especializaron y las fincas monásticas se disolvieron, produciendo un aumento en la población y en el tamaño de los pueblos. Durante la Revolución industrial, Dorset siguió siendo principalmente rural y aún mantiene su economía agrícola. Los mártires de Tolpuddle vivían en este condado, cuya economía basada en las actividades campesinas fue de vital importancia en la formación del movimiento sindical.

## Geografía

### Geografía física

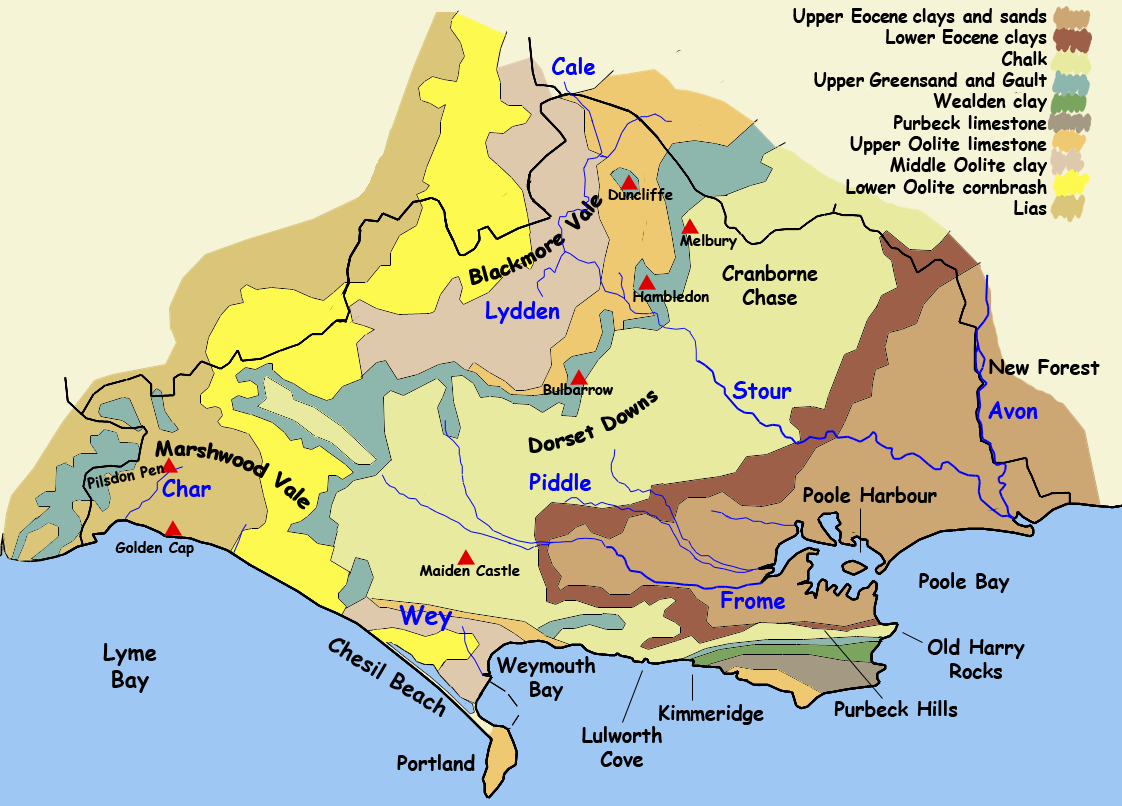
Mapa geológico de Dorset.

La mayor parte de las tierras de Dorset puede ser clasificada en dos categorías determinadas por la geología subyacente. Existe una notable cantidad de amplias agrupaciones de colinas de piedra caliza, gran parte de las cuales ha sido deforestada y contiene en la actualidad prados calcáreos y tierras arables. Estas áreas calizas incluyen una banda de tiza que recorre el condado del suroeste al noreste y que abarca formaciones tales como Cranborne Chase, Dorset Downs y Purbeck Hills. Entre esas zonas de colinas existen amplios valles de arcilla (principalmente arcilla de Oxford, con un poco de arcilla de Weald y de Londres) con extensos terrenos inundables. Estos valles son utilizados primariamente en la producción de leche, esparciéndose sobre ellos pequeños pueblos y granjas. Entre ellos se encuentra el Blackmore Vale (valle del río Stour) y el valle del río Frome.

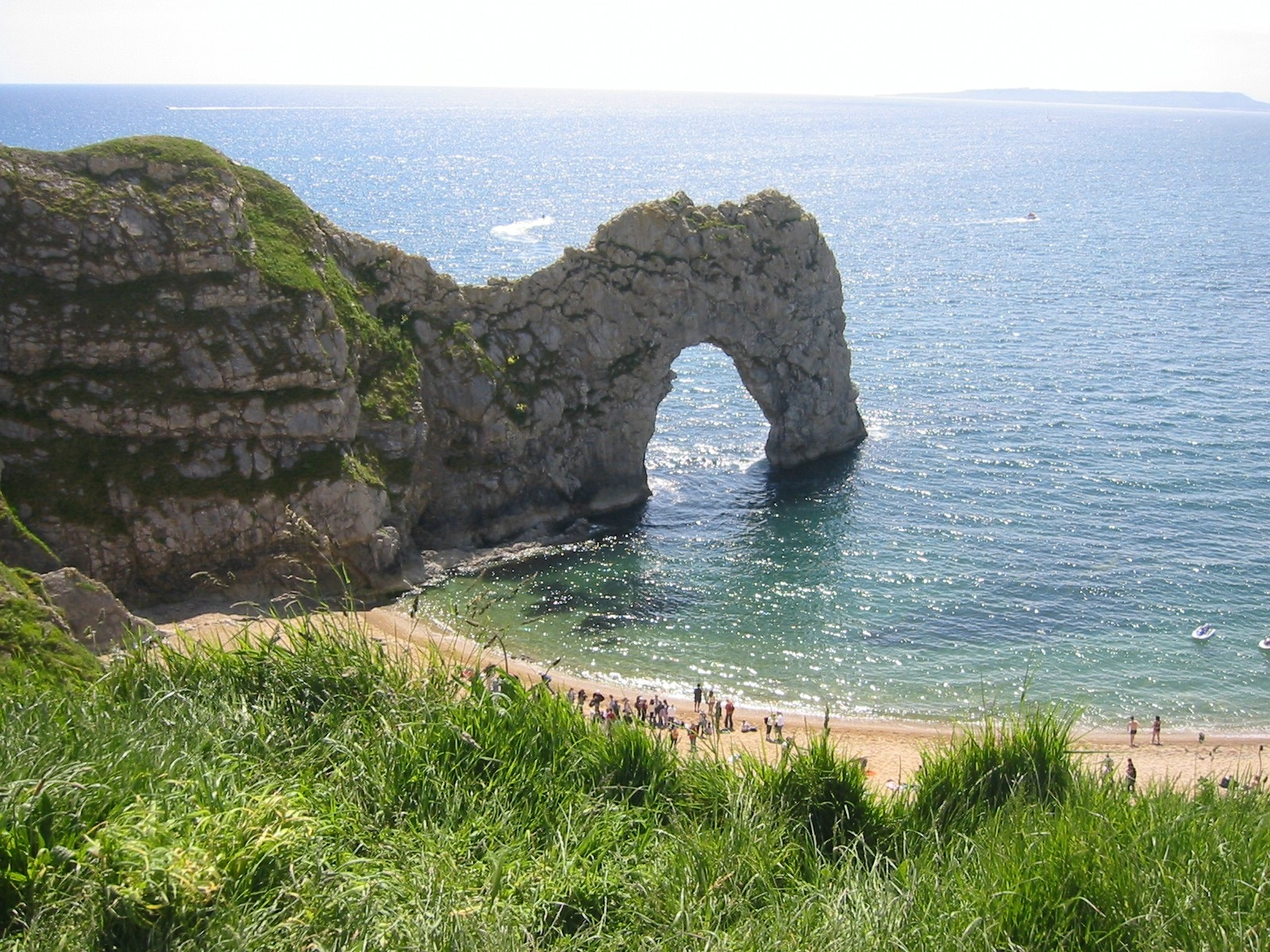
Arco natural de Durdle Door.

El sudeste de Dorset, alrededor de Poole y Bournemouth, yace sobre un suelo débil compuesto de arcillas del eoceno (especialmente arcilla de Londres y de Gault), arena y grava. En estos terrenos existen brezales en los que habitan las siete especies de reptiles nativas del Reino Unido. El amplio estuario del río Frome, que fue tallado por numerosos afluentes, corre a través de esta débil roca. Se aprecian cordones litorales de arena en la desembocadura del estuario, el cual se funde con el puerto de Poole, uno de los tantos que reclama para sí el título de segundo puerto natural más grande del mundo, después del de Sídney, aunque ese título que supuestamente ostenta dicha ciudad australiana también se halla en disputa. El puerto es muy poco profundo en algunos lugares y contiene varias islas, entre las que se destaca la isla Brownsea, famosa por ser una reserva de ardillas rojas y el lugar en donde nació el escultismo. El puerto y las colinas de tiza y piedra caliza de Purbeck en el sur descansan sobre el campo petrolífero más grande ubicado dentro del Reino Unido, el cual es operado por la compañía BP desde Wytch Farm. Produce petróleo de alta calidad y cuenta con el pozo más antiguo del mundo que haya funcionado continuamente —el mismo se emplaza en Kimmeridge y ha bombeado petróleo de manera incesante desde comienzos de la década de 1960—, así como también la perforación horizontal de mayor longitud —mide 8 km y termina debajo del muelle de Bournemouth—. La alfarería fabricada por Poole Pottery con arcilla del lugar es famosa por su calidad.

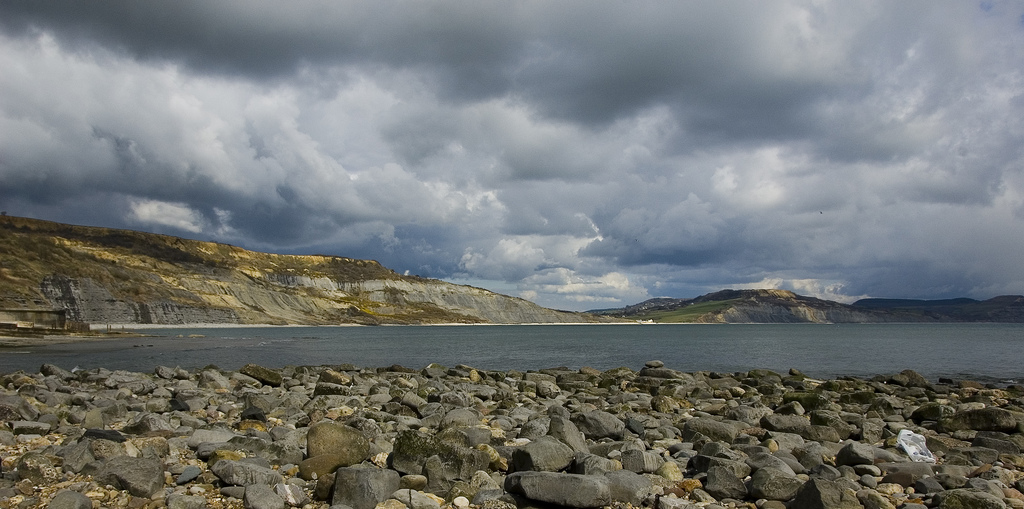
Vista de Lyme Bay desde Lyme Regis.

La mayor parte de la costa de Dorset fue designada Patrimonio de la Humanidad en 2001 debido a su geología y accidentes geográficos. La misma documenta la era mesozoica en toda su extensión, desde el triásico al cretácico, y proporcionó numerosos fósiles de gran importancia, incluyendo el primer ictiosauro completo descubierto y árboles fosilizados del jurásico. A lo largo de la línea costera, se pueden encontrar también algunos de los ejemplos más notables de ciertos accidentes geográficos, incluyendo una ensenada conocida como Lulworth Cove y el arco natural de Durdle Door. Frente a las costas del condado, en el Canal de la Mancha, se ubica una isla de piedra caliza llamada Pórtland, la cual está conectada a Gran Bretaña a través del tómbolo de Chesil Beach.

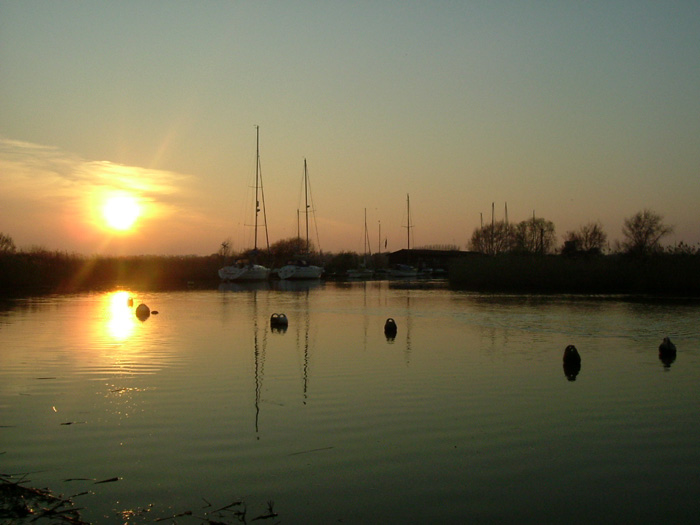
Estuario del río Frome en Wareham.

En el oeste, la tiza y la arcilla típicas del sureste de Inglaterra comienzan a dar paso a la marga y el granito característicos de Devon. Hasta hace poco, se creía Pilsdon Pen (277 m) era el punto más alto del condado; no obstante, estudios recientes demostraron que la cercana Lewesdon Hill era de mayor altitud, con 279 metros. Lewesdon es además una Marilyn.
Dorset presenta la proporción más grande de reservas naturales en Inglaterra, incluyendo una Area of Outstanding Natural Beauty que ocupa el 44 % de la superficie del condado, un Patrimonio de la Humanidad (la Costa Jurásica, de cuyos 153 km de longitud, 114 se extienden por Dorset), dos Heritage Coasts (92 km) y numerosos Sites of Special Scientific Interest (199,45 km²). El Sendero de la Costa Sudoeste recorre su línea costera desde el límite con Devon hasta South Haven Point cerca de Poole.

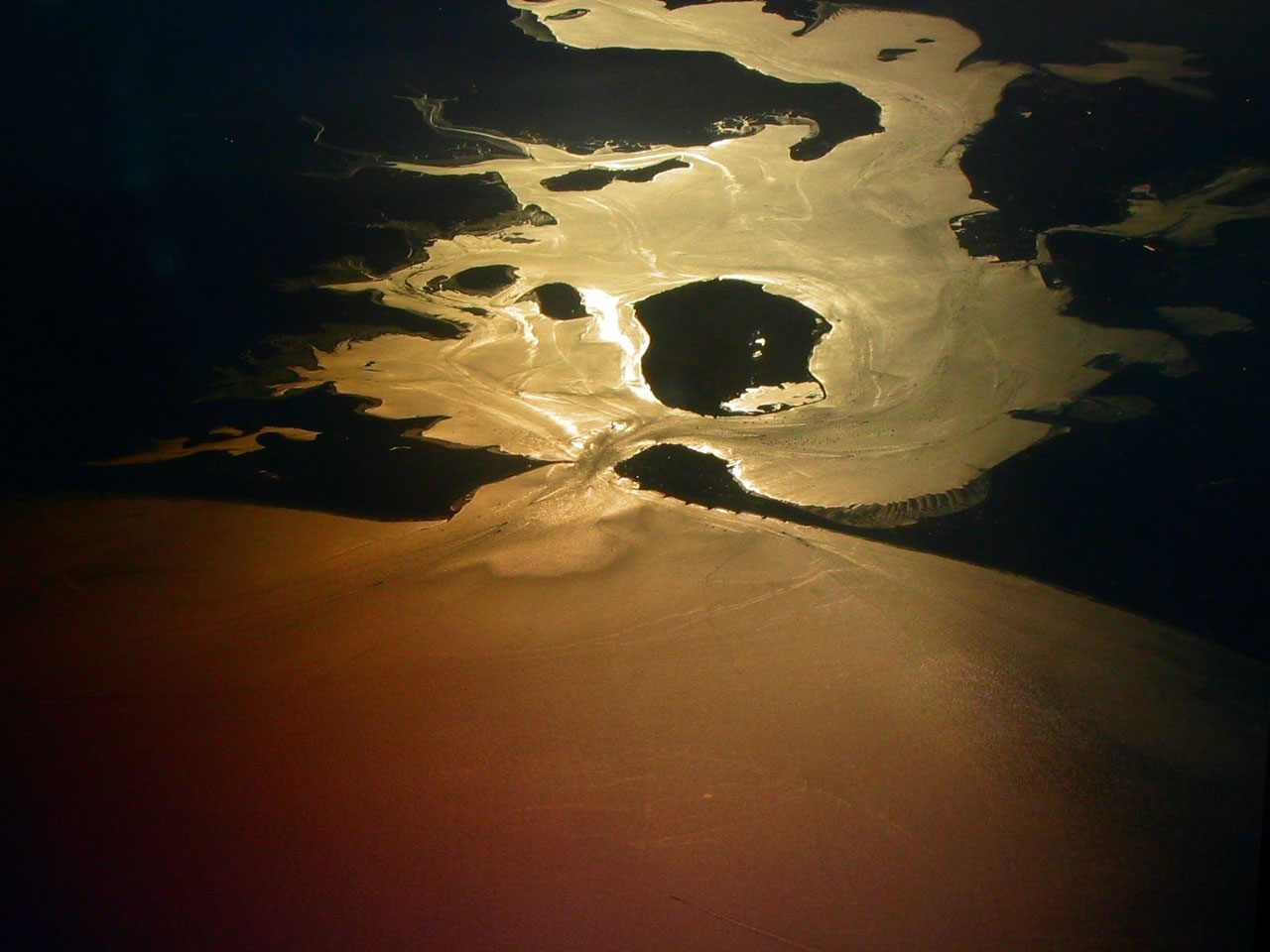
Vista aérea de la entrada del puerto de Poole desde el oeste-noroeste. La mayor de las islas en la fotografía es la isla de Brownsea; a la izquierda se encuentran la isla Furzey y la isla Green.

### Clima
Dorset disfruta de veranos cálidos e inviernos benignos, pues se trata del tercer condado más austral del Reino Unido. No obstante, no se ubica lo suficientemente al oeste como para verse afectado por los fuertes vientos de las tormentas atlánticas que azotan a Cornualles y Devon. Dorset y el resto del sudoeste de Inglaterra presentan temperaturas invernales mayores (en promedio 4,5 a 8,7 °C) a las de otras partes del país, mientras que en sus temperaturas en verano superan incluso las de Devon y Cornualles (en promedio of 19,1 a 22,2 °C). Sin considerar las zonas de mayor altitud como las Dorset Downs, la temperatura anual promedio en el condado es de entre 9,8 y 12 °C. En las áreas costeras de Dorset, casi nunca nieva.
Las costas meridionales de Dorset, Hampshire, West Sussex, East Sussex y Kent reciben de más horas de sol que cualquier otra parte del Reino Unido (unas 1541 a 1885 horas por año). Las precipitaciones varían a lo largo del condado: en las áreas costeras del sur y del este se registran entre 741 y 870 mm de lluvia anuales, mientras que en las Dorset Downs esa cifra asciende a entre 1290 y 1601 mm; en términos generales, menos que en Cornualles y Devon, pero más que en los condados del este.

## Demografía

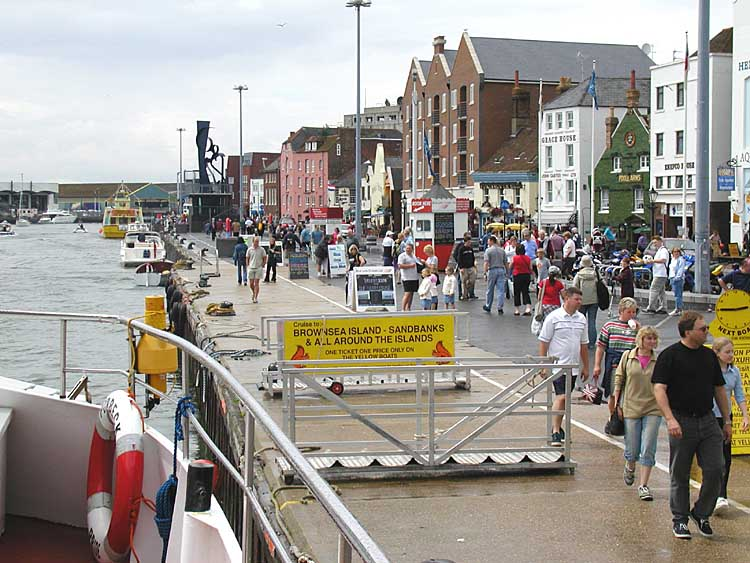
Muelle de Poole.

Según estimaciones para mediados de 2006, el condado no metropolitano de Dorset tenía una población de 407 217 habitantes, más otros 165 370 en Bournemouth y 137 562 en Poole, lo que significa que el condado ceremonial contaba con un total de 710 149 habitantes. Dichas cifras lo ubican en el puesto número 32 en cuanto a población entre los 48 condados ceremoniales de Inglaterra y en el mismo lugar entre los 34 condados no metropolitanos.
El 98,7 % es de raza blanca, un ejemplo extremo de la escasa diversidad étnica en las áreas rurales. El 78 % se identifica como cristiano, mientras que el 13,7 % se declara irreligiosos. Presenta la mayor proporción de residentes ancianos, una de las menores proporciones de chicos en edad escolar y el menor porcentaje de niños en edad preescolar en el país: el 27,4 % tiene más de 65 años —siendo que el promedio de Inglaterra y Gales es del 18,7 %—, el 13,1 % de la población se conforma de chicos de entre 5 y 15 años (13,6 % en Inglaterra y Gales) y el 4,5 % corresponde a niños de menos de 5 años (5,7 % en Inglaterra y Gales). Cuenta con una de las menores tasas de natalidad (8,7 ‰) entre los 34 condados no metropolitanos (12,1 ‰ en Inglaterra y Gales) y la tercera mayor tasa de mortalidad (12,0 ‰ en Dorset, comparado al 9,6 ‰ en Inglaterra y Gales), superado solo por East Sussex y Devon. En 1996, hubo 1056 muertes más que nacimientos, lo que resultó en un descenso poblacional natural del 2,7 ‰; no obstante, en 1997, 7200 inmigrantes se asentaron en Dorset y en la conurbación de Poole y Bournemouth, haciendo de la tasa de crecimiento poblacional neto del condado (17,3 ‰) la segunda mayor en el país ese año, solo detrás de la de Cambridgeshire.

## Política y gobierno

Saint Wite's Cross, bandera de Dorset.

El Consejo del Condado de Dorset tiene su sede en el County Hall (ayuntamiento) de Dorchester. Desde las elecciones locales en mayo de 2005, 24 conservadores, 16 liberales demócratas, cuatro laboristas y un independiente ocupan sus lugares en el Consejo del condado. Todos los concejales laboristas fueron elegidos en Weymouth y Pórtland, una zona urbana; las áreas rurales eligieron concejales conservadores y liberales demócratas.
Este patrón se repitió a nivel nacional. El distrito electoral de South Dorset, al cual pertenece Weymouth y Pórtland, es representado en el Parlamento por Jim Knight (Partido Laborista); no obstante, South Dorset fue el distrito que supuso la menor de las mayorías obtenidas por dicho partido en las elecciones generales de 2005, las cuales fueron reñidas en esa circunscripción. Tras un episodio similar en 2001 —año en el que aún más dificultosamente también Knight se había ganado el derecho de representar South Dorset en el Parlamento—, en las elecciones de 2005, dicho distrito electoral se opuso a la tendencia nacional: mientras que en la mayor parte del país la popularidad del Partido Laborista decayó, la mayoría de votos de Knight se acentuó ligeramente perjudicando a los conservadores. En todos los otros distritos electorales del condado, los partidos más exitosos fueron el conservador y el liberal demócrata: Mid Dorset and North Poole es representado por liberales demócratas, mientras que West Dorset, Christchurch y North Dorset, por conservadores.
El área urbana de Poole y Bournemouth se divide en tres distritos electorales —Bournemouth East, Bournemouth West y Poole—, todos representados por Miembros del Parlamento conservadores. Dorset, el resto del Sudoeste de Inglaterra y Gibraltar conforman el distrito electoral del Sudoeste de Inglaterra del Parlamento Europeo.

### Distritos de gobierno local
1. Weymouth y Pórtland
2. West Dorset
3. North Dorset
4. Purbeck
5. East Dorset
6. Christchurch
7. Bournemouth (autoridad unitaria)
8. Poole (autoridad unitaria)

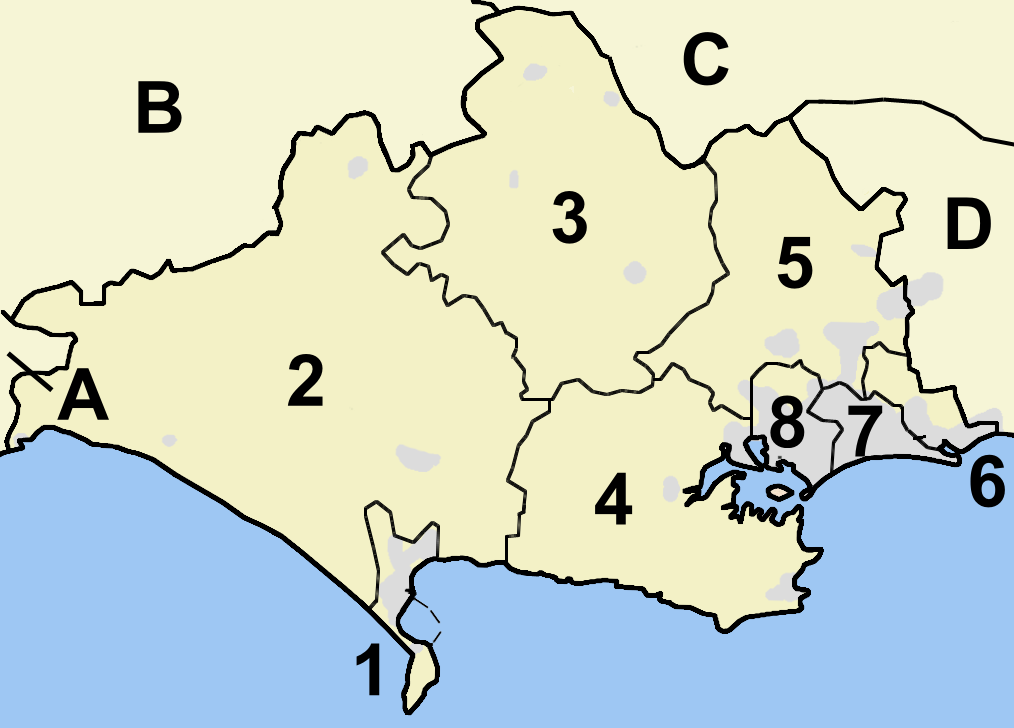
Mapa político de Dorset. Referencias a la izquierda.

Condados limítrofes: Devon (A), Somerset (B), Wiltshire (C) y Hampshire (D).

### Distritos electorales
Los mapas mostrados a continuación pertenecen a los ocho distritos electorales que componen el condado no metropolitano de Dorset. Aun cuando llevan el mismo nombre que un distrito no metropolitano o un distrito unitario —lo cual ocurre en los casos de West Dorset, North Dorset, Poole y Christchurch—, el área de cobertura entre aquellos y la de los distritos electorales homónimos es diferente.

West Dorset
North Dorset
Mid Dorset and North Poole
South Dorset
Poole
Bournemouth West
Bournemouth East
Christchurch

## Economía e industria

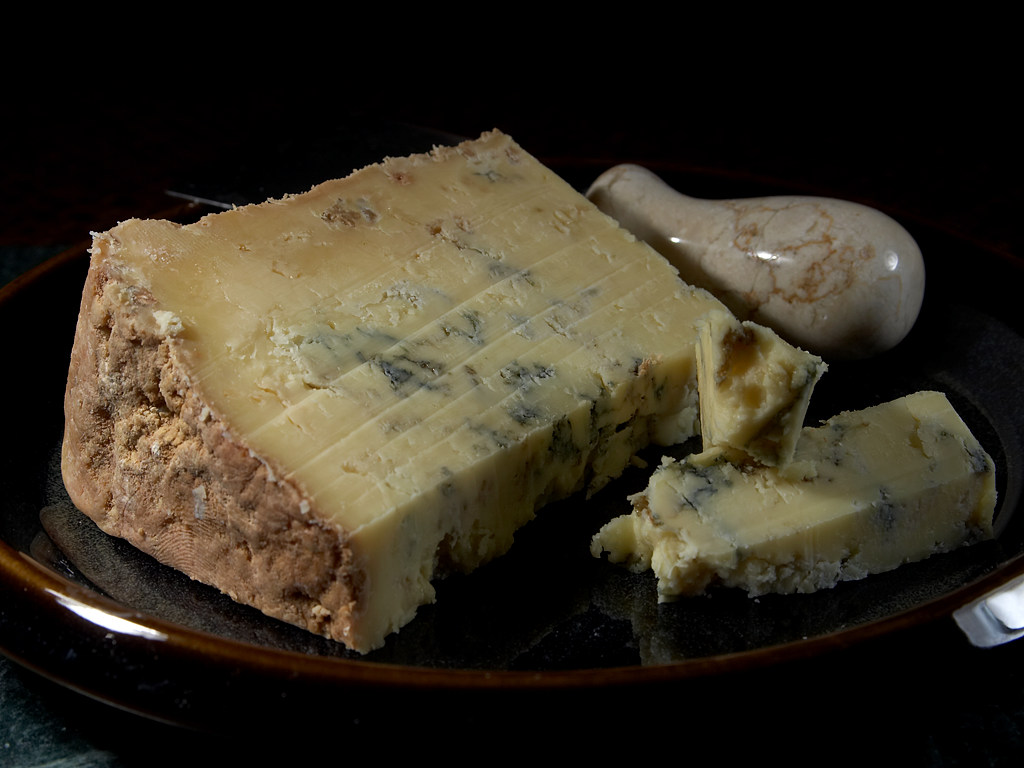
Dorset Blue Vinney.

En 2003, el producto bruto del condado no metropolitano era de £4.673 millones, más otros £4.705 millones en Poole y Bournemouth. El 4 % del producto bruto era producido por el sector primario, el 26 % por el secundario y el 70 % por el terciario. El producto bruto promedio de las doce regiones estadísticas del Sudoeste de Inglaterra existentes para entonces —en la actualidad, son dieciséis— era de £6.257 millones. Basándose en estimaciones de población para el año 2006, la renta per cápita era de £11.475 en Dorset y £15.532 en Poole y Bournemouth, comparadas con las £15.235 en el suroeste de Inglaterra y £16.100 en el Reino Unido.
En el pasado la principal industria de Dorset era la agricultura. No obstante, no ha sido la principal fuente de empleo desde hace ya varias décadas debido a que la mecanización ha reducido sustancialmente la cantidad de trabajadores necesarios. La agricultura se volvió menos rentable y su industria decayó aún más. Entre 1995 y el 2003, el producto bruto del sector primario (principalmente agrícola, aunque también cabe destacar la pesca y la minería como actividades económicas importantes) disminuyó de 229 a 188 millones de libras, el 7,1 % y 4,0 % del producto bruto total respectivamente. En 1989, 1986 km² de campos eran utilizados para la agricultura, mientras que en 2002, solo 1903 km²; no obstante, estos datos han fluctuado un poco a través de los años. El ganado bovino, el principal en el condado, descendió de 240 413 a 178 328 cabezas en el mismo período; la cantidad de vacas lecheras se redujo de 102 589 a 73 476. La cría de ovejas y cerdos ha sufrido un declive similar.

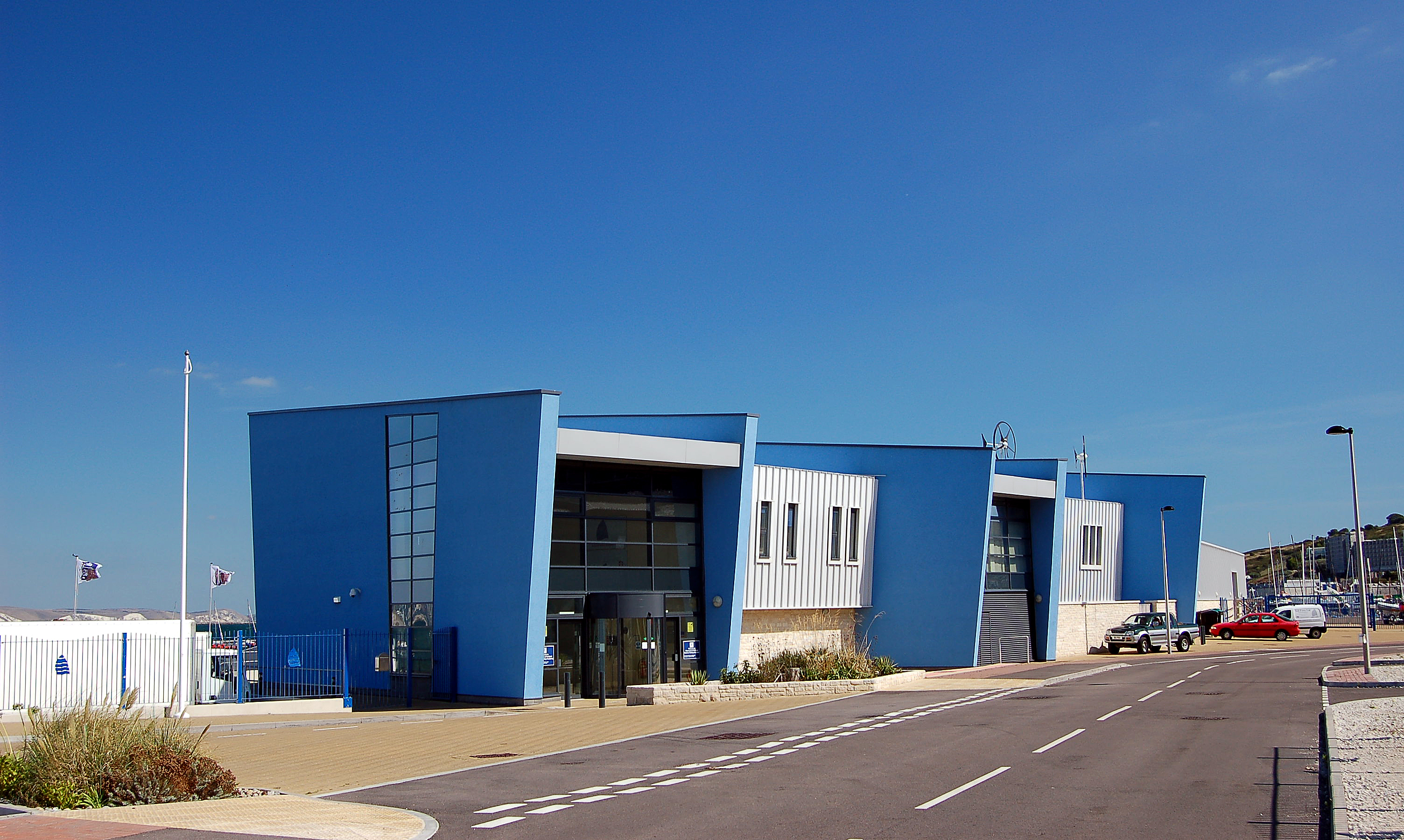
Edificio de la Academia Nacional de Navegación de Weymouth y Pórtland, ubicado en Osprey Quay.

Dorset tiene una industria manufacturera pequeña, que representa el 14,6 % de los puestos de trabajo (siendo el 18,8 % el porcentaje del Reino Unido), situándolo en este sentido en el puesto 30.º entre los 34 condados no metropolitanos de Inglaterra. Uno de sus productos más famosos es el Dorset Knob, un tipo de galleta dura saborizada. Suele ser consumido en compañía de queso, particularmente del queso local de Dorset, el Dorset Blue Vinney.
Los West Dorset General Hospitals, de la National Health Service Trust, brindan empleo a unas 2500 personas, la mayoría en el Hospital del Condado de Dorset, el cual tiene una facturación de £76 millones. Este hospital sirvió como reemplazo para el Hospital de Dorchester, que había sido inaugurado en 1840 y cerrado en 1998.

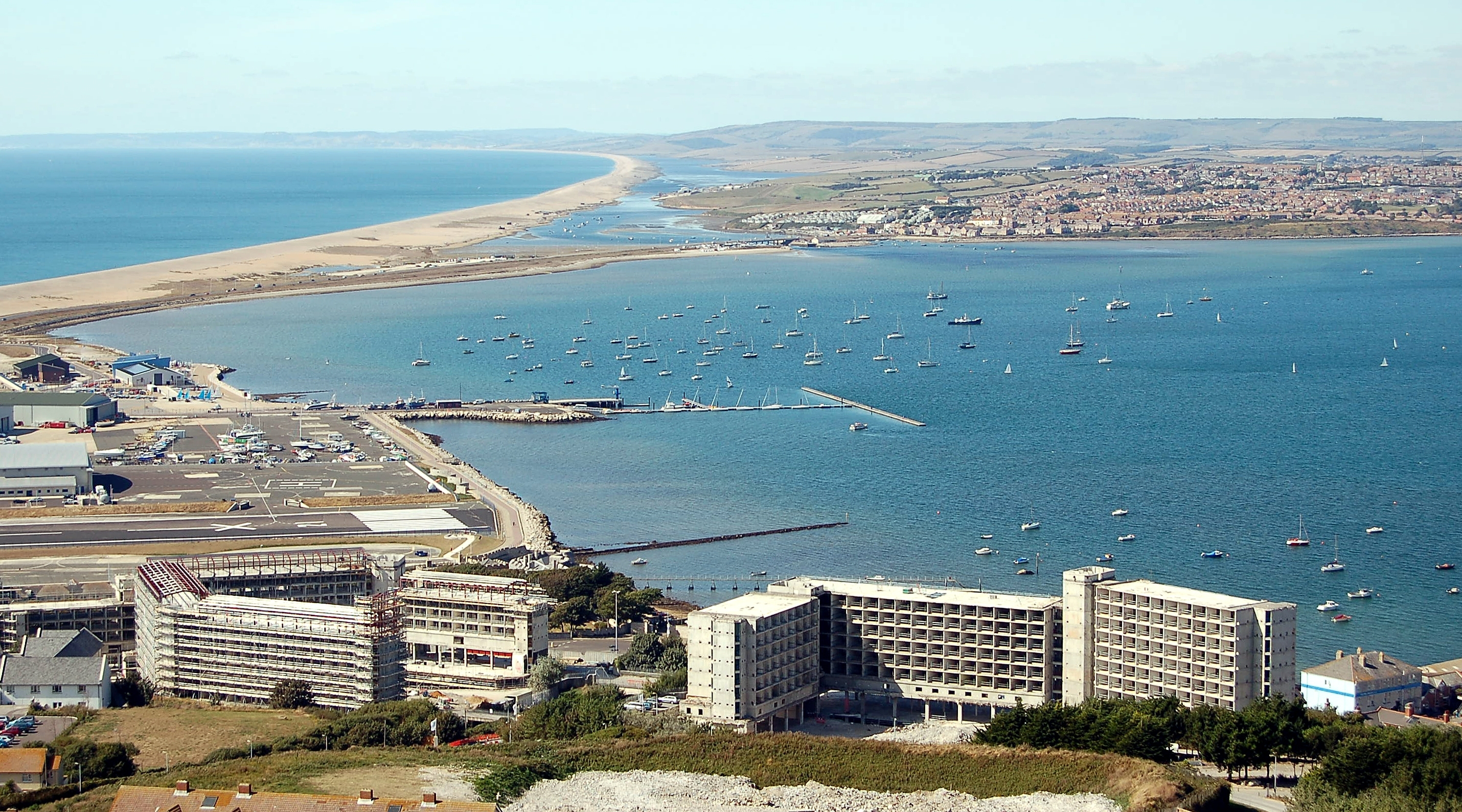
El lado oeste del Puerto de Pórtland con Chesil Beach, la Lyme Bay y la laguna Fleet en el fondo.

La industria del turismo ha crecido en el condado desde comienzos del siglo XIX. En 2002, 4,2 millones de turistas británicos y 260 000 extranjeros visitaron Dorset, y gastaron un total de 768 millones de libras. El turismo extranjero decayó en 1999 —de 410 000 turistas del exterior en 1998 a 310 000— y nuevamente en 2002 —de 320 000 en 2001 a 260 000—.
Dorset será sede de los eventos de navegación a vela en los Juegos Olímpicos de Londres 2012. Los mismos serán llevados a cabo en la Academia Nacional de Navegación de Weymouth y Pórtland, emplazada en el Puerto de Pórtland. La Real Asociación de Navegación manifestó que las aguas del lugar eran las mejores en Europa septentrional.

## Cultura

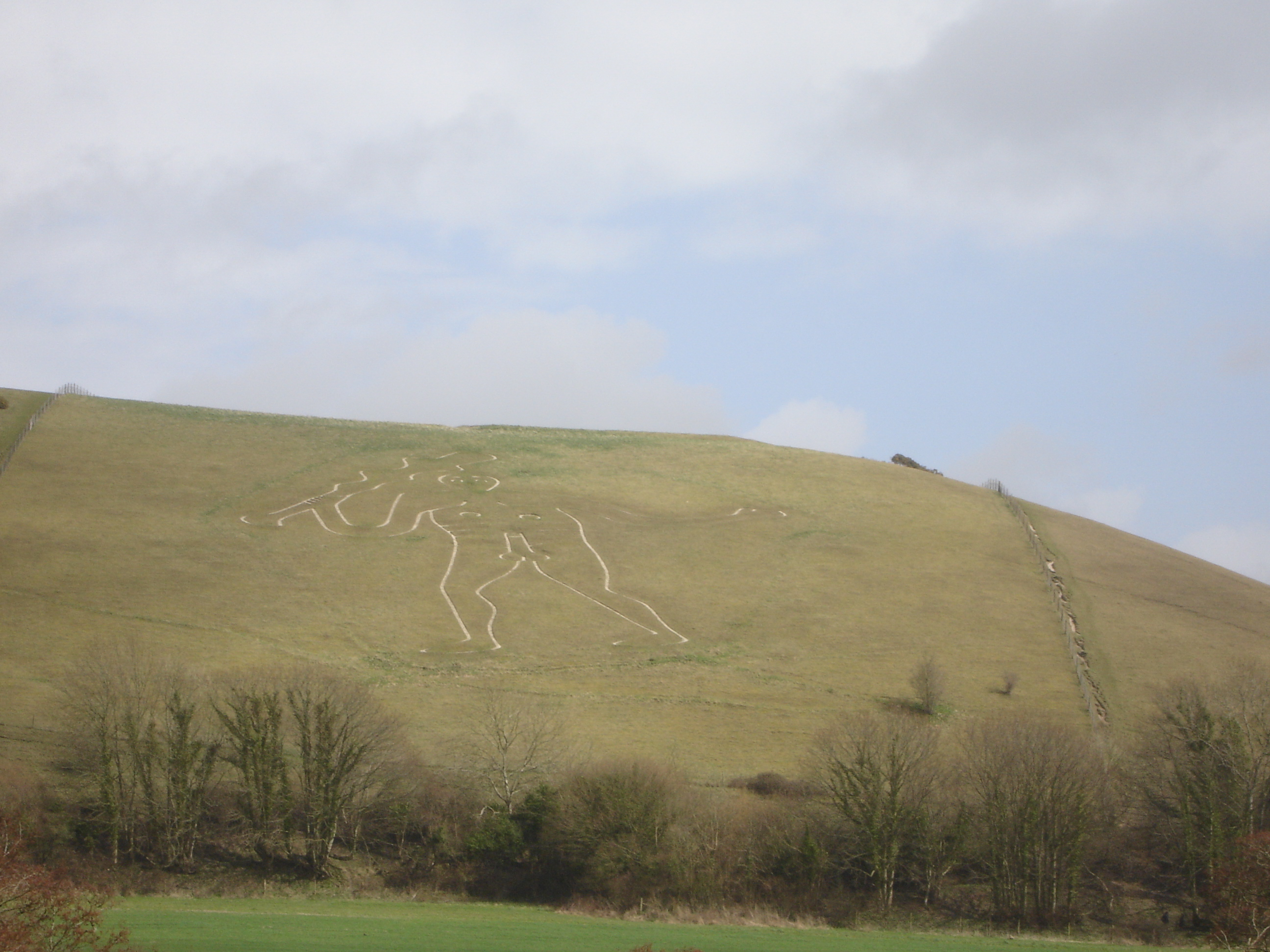
Vista completa del Gigante de Cerne Abbas al atardecer.

Al ser un condado ampliamente rural, Dorset tiene menos instituciones culturales de importancia que otras áreas de mayor densidad poblacional. Las principales salas para conciertos y teatro incluyen The Lighthouse Arts Centre en Poole, el Bournemouth International Centre, el Pavilion Theatre en Bournemouth, el Tivoli Theatre en Wimborne Minster y el Weymouth Pavilion. Quizá la institución cultural más famosa de Dorset sea la Bournemouth Symphony Orchestra, fundada en 1893, una de las orquestas más célebres del país en la actualidad.
El condado no es particularmente conocido por su desempeño en los deportes; no obstante, los equipos de fútbol AFC Bournemouth de la League One y Weymouth F.C. de la Conference National juegan en el condado, y el club de críquet Dorset CCC se halla ubicado en Bournemouth. Por otro lado, sin embargo, sí se destaca en los deportes acuáticos, cuya práctica es muy popular en las aguas resguardadas de las bahías de Weymouth y Poole y de los puertos de Poole y Pórtland.

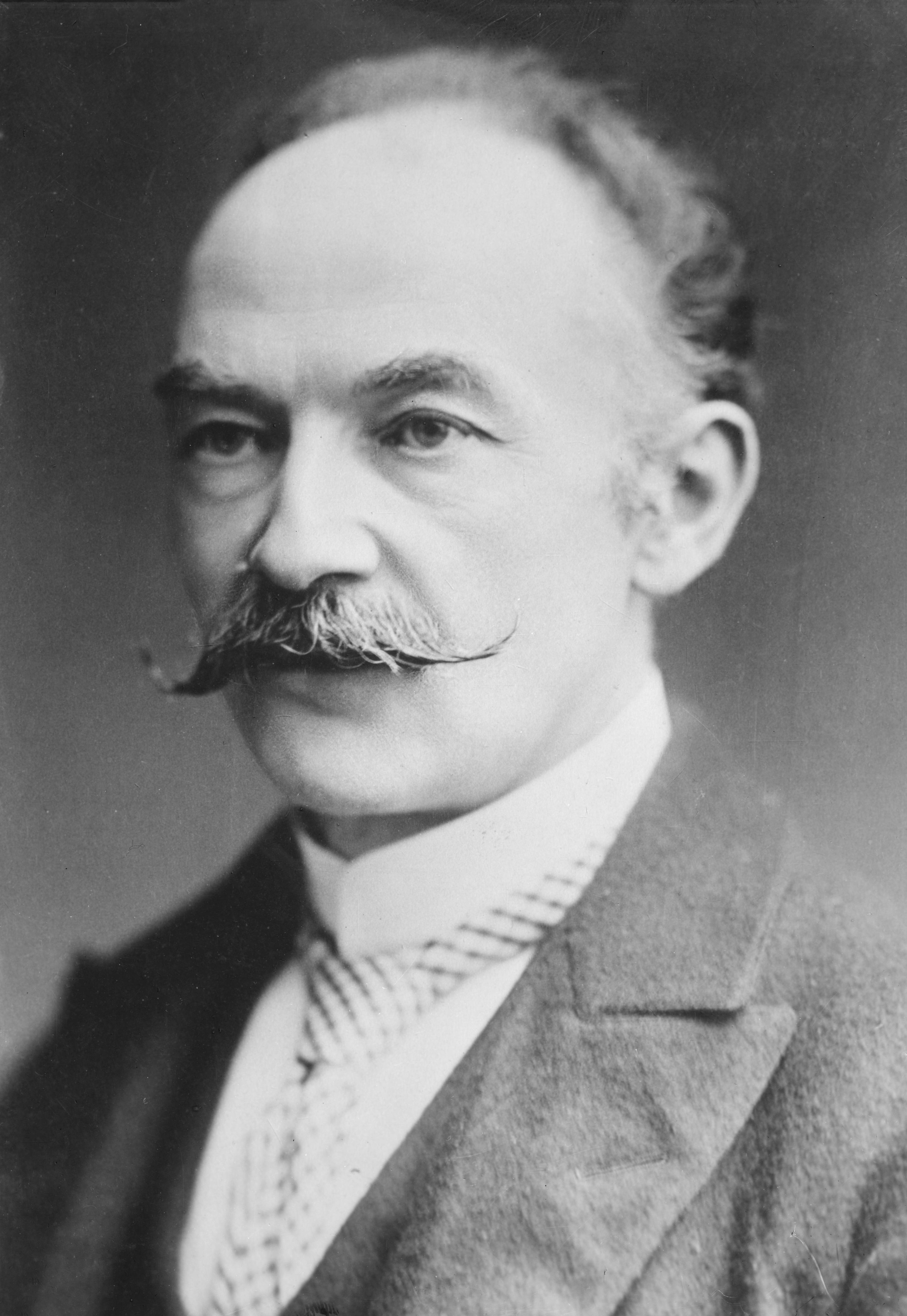
Thomas Hardy.

Dorset saltó a la fama en la literatura por ser el condado natal del autor y poeta Thomas Hardy, quien describió muchos de sus lugares como parte de su ficticio Wessex. La 'National Trust es propietaria de la casa de campo de dicho autor, en el bosque al este de Dorchester, y de Max Gate, su antigua residencia en esa localidad. Varios escritores más han nombrado a Dorset como su hogar, incluyendo a Douglas Adams (autor de Guía del autoestopista galáctico), quien vivió un tiempo en Stalbridge; Ian Fleming (creador del personaje James Bond), que asistió a la Escuela Old Malthouse, cerca de Swanage; el poeta William Barnes; John le Carré, autor de novelas de espionaje; Tom Sharpe (Wilt) y P. D. James (Children of Men), ambos actuales habitantes del condado; el novelista satírico Thomas Love Peacock; John Fowles (The French Lieutenant's Woman), quien residió en Lyme Regis antes de su muerte a finales de 2005; John Cowper Powys, algunas de cuyas más famosas novelas se desarrollan en Dorset y en el vecino Somerset, y su hermano, Theodore Francis Powys, también escritor; y Robert Louis Stevenson, quien escribió El extraño caso del Dr. Jekyll y Mr. Hyde mientras habitaba en Bournemouth.
Dorset es además el condado natal del artista Sir James Thornhill, de los músicos John Eliot Gardiner, PJ Harvey —quien en realidad nació en Somerset, pero no se crio allí—, Greg Lake y Robert Fripp, del fotógrafo Jane Bown, de la paleotóloga Mary Anning y de los arzobispos John Morton y William Wake. El explorador sir Walter Raleigh vivió en este condado parte de su vida, mientras que el científico y filósofo Robert Boyle vivió en Stalbridge Manor un tiempo. Dorset constituye un lugar para vivir popular entre las celebridades: quienes se mudaron o tienen propiedades allí incluyen a Madonna y Guy Ritchie, al actor Martin Clunes, al cantante y compositor Billy Bragg, al presentador televisivo y radial y crítico cinematográfico Jonathan Ross, al miembro de Oasis Noel Gallagher y al futbolista Jamie Redknapp. Muchos de los programas televisivos de Hugh Fearnley-Whittingstall son filmados en su casa, en las afueras de Bridport. Tim Berners-Lee, creador de la World Wide Web, residió en Colehill cerca de Wimborne Minster, al tiempo que el compositor clásico ítalo-británico Muzio Clementi vivió y trabajó cerca de Blanford.

## Urbanismo y comunicación

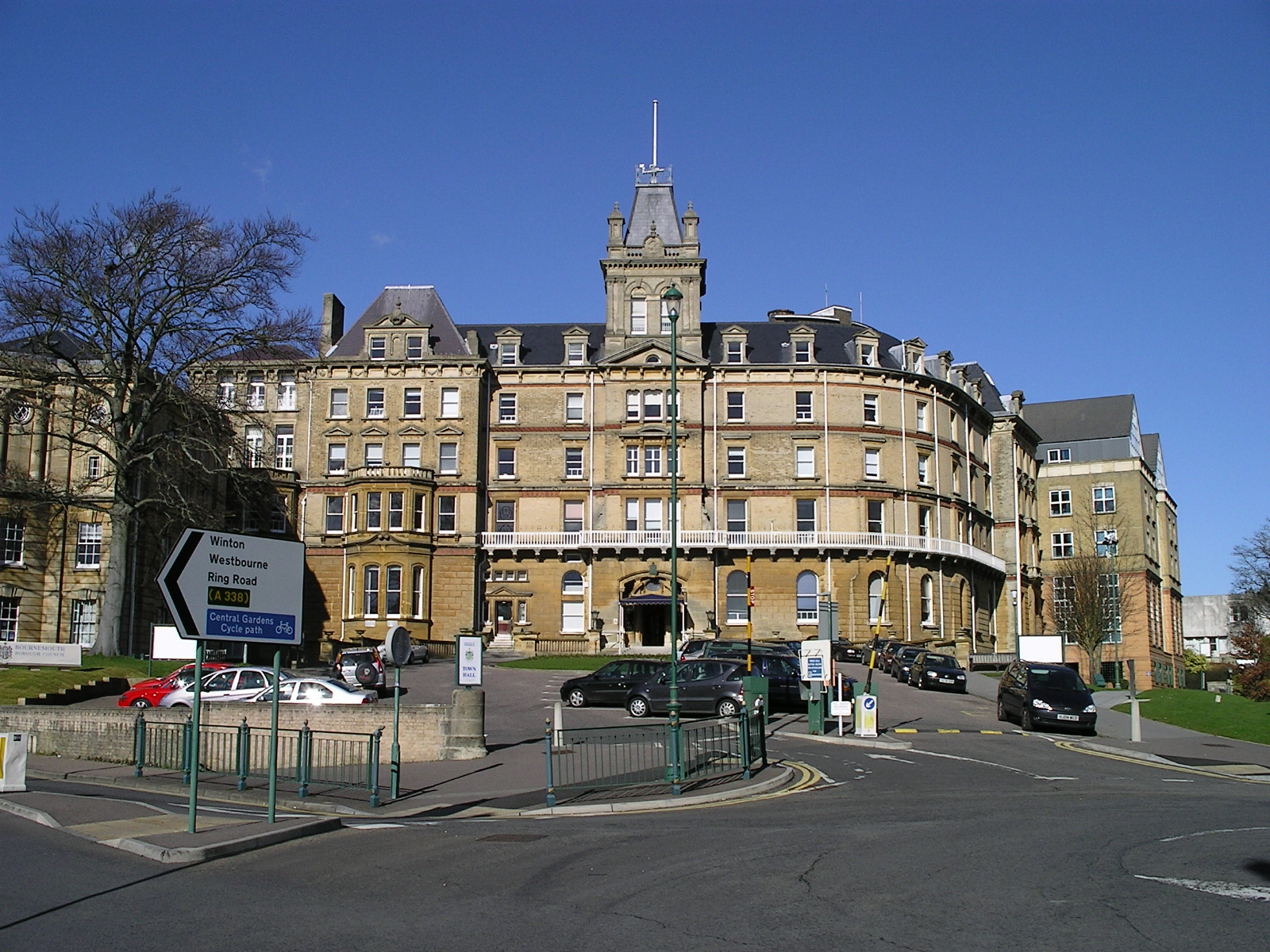
Bournemouth Town Hall.

El condado es en gran parte rural con muchas villas pequeñas, pocas concentraciones demográficas considerables y ningún asentamiento urbano con estatus de ciudad. La conurbación más grande es la del sureste de Dorset que engloba el destino turístico costero de Bournemouth, el histórico puerto de Poole y la localidad de Christchurch, además de numerosos pueblos. Bournemouth tuvo su origen durante la Época Victoriana, cuando la posibilidad de bañarse en el mar se convirtió en un popular atractivo turístico. Como ejemplo de cuán inmenso fue el desarrollo del área desde aquella época, cabe mencionar que en el siglo XIX los Sandbanks en Poole no eran más que tierras sin valor e inútiles para los granjeros, mientras que en la actualidad alegan ostentar uno de los precios más altos en el mundo en cuanto a terreno. Bournemouth y Christchurch pasaron a ser parte del condado en 1974, habiendo pertenecido anteriormente a Hampshire.
Los dos asentamientos restantes de importancia son Dorchester (la capital o county town) y Weymouth, una de las primeras localidades turísticas, frecuentada por el rey Jorge III y aún muy popular hoy en día. Blandford Forum, Sherborne, Gillingham, Shaftesbury y Sturminster Newton son pueblos comerciales históricos que abastecen las granjas y villas del Blackmore Vale (descrito por Hardy como Vale of Little Dairies o “Valle de las Vaquerías Pequeñas”). En Blandford, se ubica la fábrica de cerveza Hall & Woodhouse, fundada en 1777. Bridport, Lyme Regis, Wareham y Wimborne Minster son otros pueblos comerciales ubicados más al sur. Lyme Regis y Swanage son pequeñas localidades costeras populares entre los turistas.
Sobre el extremo occidental de Dorchester, aún en construcción, se encuentra el suburbio planificado de Poundbury, encargado y codiseñado por el príncipe Carlos. Poundbury fue diseñado con el fin de dar cabida a edificios residenciales y comerciales minoristas y de contrarrestar el crecimiento de las ciudades dormitorios y el desarrollo relacionado con los automóviles como medio de transporte.
Dorset se comunica con Londres por medio de dos líneas ferroviarias principales. La West of England Main Line corre a lo largo del norte del condado, por Gillingham y Sherborne. La South Western Main Line se extiende por el sur, atravesando Bournemouth, Poole, Dorchester y Weymouth, su punto de término. Adicionalmente, la Heart of Wessex Line corre desde Weymouth a Bristol. Dorset es uno de los cuatro únicos condados no metropolitanos en toda Inglaterra carentes de autopistas, si bien las rutas A303, A31 y A35 se extienden por el mismo. El único aeropuerto de pasajeros es el Aeropuerto Internacional de Bournemouth y existen además dos puertos de pasajeros, el de Poole y el de Weymouth.